# 1976年夏季残疾人奥林匹克运动会缅甸代表团
1976年夏季残疾人奥林匹克运动会缅甸代表团是缅甸派出的1976年夏季残疾人奥林匹克运动会代表团。获得1枚金牌、1枚银牌和1枚铜牌。